# 女事件記者立花圭子
『女事件記者立花圭子』（おんなじけんきしゃ たちばなけいこ）は、テレビ朝日系列で1992年4月9日から6月18日まで放送されたテレビドラマ。

## 概要
東京の架空の放送局「ATBテレビ」報道局社会部を舞台とした物語。いわゆる「業界もの」とも言えるが、主人公の女性記者が、政財癒着の中枢にかかわっていた自身の父親と、取材対象として、そして親子として向き合っていく姿を中心に、この2人をとりまく人間関係を、サスペンスタッチも時に織り交ぜながら描いている。

## ストーリー
ATBテレビ社会部記者の立花圭子は日夜、様々な事件事故の取材に明け暮れていた。そんな中、大手企業の背任事件が発覚する。その中心となっていたのが圭子の父であった。しかも圭子の父は愛人まで設けており、その現実を目の当たりにした圭子は、混乱しながらも一人の記者として事実の解明を進めていく。
しかし取材の過程で、この背任が大がかりな政財癒着と繋がっていたことを知ってしまう。しかも、父の不倫相手は政財癒着の一方、政治家の娘だった。圭子はその娘と対峙しながらも、背任事件とその背後について取材を進めていくが、取材を妨害するかのように関係者が謎の死を遂げていき、圭子の父親も命を狙われる。
やがて、司直による捜査の手が圭子の父に及び、父は逮捕される。父は自身の知り得る情報を圭子に提供し、圭子の真実の解明を援護するが、相手はさらなる妨害攻撃を仕掛けてくる。そしてついには、その存在が命取りになると見るや、自身の娘までも殺害しようと企むが、圭子は予想外の仕掛けをして相手と対峙する。果たして圭子は、事の真相を白日の下に晒すことが出来るのだろうか?

## キャスト
- 立花圭子：斉藤由貴　ATBテレビ社会部・記者
- 鳥羽弓子：有森也実　卓治の不倫相手
- 立花彰子：山口果林　卓治の妻であり、圭子の母親
- 石川京子：羽田美智子　ATBテレビ社会部・新人記者
- 猿渡七百美：渡辺えり子　ATBテレビ社会部・デスク
- 立花卓治：小林稔侍　圭子の父親
- 杉山誠：沢向要士
- 山根一平：上田耕一　ATBテレビ社会部長
- 水上翠：水島かおり　ATBテレビ社会部・記者（圭子の同僚）
- 仙元邦夫：緒形幹太　ATBテレビ社会部・記者（圭子の同僚）
- 大里記者：山村美智子　ライバル局のリポーター
- 鮫島刑事：桜金造　警視庁刑事。「ジャマ!!」が口癖。
- 浜砂涼子：三田文代　ATBテレビ社会部・記者
- 染井玲子：中川真弓　ATBテレビ社会部・記者
- 瀬川明：羽根田陽一　ATBテレビ社会部・記者
- 和泉カメラマン：松浦隆
- 北村総一朗
- 浜村純　卓治の父親、圭子の祖父
- 小木茂光
- 保坂正紀　ATBテレビアナウンサー（役名は別にあります）
- 玉利かおる　ATBテレビアナウンサー（役名は別にあります）

## スタッフ
- 脚本：黒土三男
- 演出：森田光則、根本実樹
- プロデューサー：五十嵐文郎、佐藤敦、北島和久
- 音楽：本多俊之
- 助監督：岡田寧
- 技術協力：東通
- 車輌協力：クライスラージャパンセールス
- 製作：テレビ朝日、にっかつ撮影所

## 主題歌
- 「STOP MOTION〜永遠に〜」大黒摩季（ビーイング）

## サブタイトル
1. 愛人スキャンダル
2. スクープ!切り札を持つ女
3. 盗み撮りされた愛人の謎
4. 悪女が仕掛けた罠
5. 暴かれた私生活の秘密
6. 密告電話の罠!狙われた圭子
7. 殺された秘書の謎
8. 妻が知った夫と愛人の秘密!
9. 愛人が告白した殺人依頼!
10. 監禁!!襲われた美しい愛人
11. 告白する女!!暴かれた完全犯罪

## 雑記
- ドラマ自体の撮影はにっかつ撮影所で行われたが、ATBテレビ外観シーンは府中の森芸術劇場をATBテレビ（設定上は六本木のアークヒルズ界隈）に見立てて撮影されていた。
- ATBテレビの正式名称は「ALL TOKYO BROADCASTING」で、当時のテレビ朝日の正式社名（全国朝日放送＝ANB：ASAHI NATIONAL BROADCASTING）を意識して付けられた架空の名称である。
- ATBテレビ報道局のレイアウトは、当時アークヒルズにあったテレビ朝日報道局をモデルとしている。ただ、舞台が社会部であったため、他の部署は地方局の報道部並みの簡便さで描かれており、他部署の社員らしきエキストラもほとんど見られなかった。
- 劇中の主な車両はクライスラーの車両が使われており、杉山誠の自家用車、ATBの取材車や中継車がすべてクライスラー製であった。

| テレビ朝日系 木曜21時台・木曜ドラマ | テレビ朝日系 木曜21時台・木曜ドラマ | テレビ朝日系 木曜21時台・木曜ドラマ     |
| 前番組                              | 番組名                              | 次番組                                  |
| ----------------------------------- | ----------------------------------- | --------------------------------------- |
| 真夜中は別の顔                      | 女事件記者立花圭子                  | 法医学教室の事件ファイル（第1シリーズ） |